# Sept-Meules
Sept-Meules est une commune française située dans le département de la Seine-Maritime en région Normandie.

## Géographie

### Localisation
Au carrefour des axes Criel-Foucarmont et Eu-Londinières, la commune est traversée par l'Yères.
|                      | Le Mesnil-Réaume |                 |
| Cuverville-sur-Yères | Sept-Meules      | Villy-sur-Yères |
|                      | Avesnes-en-Val   |                 |

### Hydrographie
La commune est située dans le bassin Seine-Normandie. Elle est drainée par l'Yères, le fossé de la Corberie, le fossé du Fond de Gomare, des bras de l'Yères et  et un autre petit cours d'eau,.
L'Yères, d'une longueur de 40 km, prend sa source dans la commune d'Aubermesnil-aux-Érables et se jette  dans la Manche à Criel-sur-Mer, après avoir traversé 14 communes. 

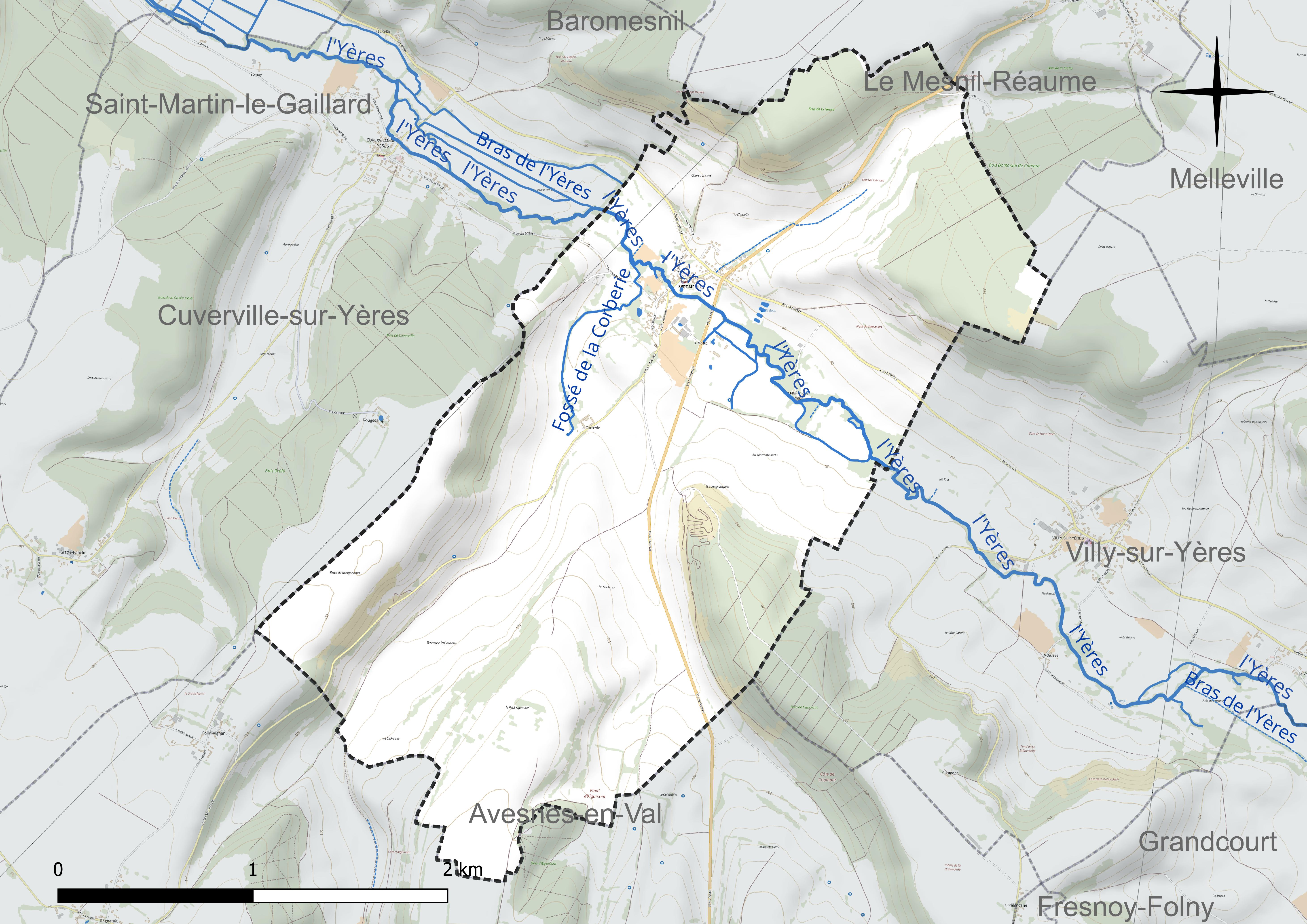
Réseau hydrographique de Sept-Meules.

### Climat
Pour des articles plus généraux, voir Climat de la Normandie et Climat de la Seine-Maritime.
En 2010, le climat de la commune est de type climat océanique franc, selon une étude du CNRS s'appuyant sur une série de données couvrant la période 1971-2000. En 2020, Météo-France publie une typologie des climats de la France métropolitaine dans laquelle la commune est exposée à un climat océanique et est dans la région climatique Côtes de la Manche orientale, caractérisée par un faible ensoleillement (1 550 h/an) ; forte humidité de l’air (plus de 20 h/jour avec humidité relative > 80 % en hiver), vents forts fréquents. Parallèlement le GIEC normand, un groupe régional d’experts sur le climat, différencie quant à lui, dans une étude de 2020, trois grands types de climats pour la région Normandie, nuancés à une échelle plus fine par les facteurs géographiques locaux. La commune est, selon ce zonage, exposée à un « climat maritime », correspondant au Pays de Caux, frais, humide et pluvieux, légèrement plus frais que dans le Cotentin.
Pour la période 1971-2000, la température annuelle moyenne est de 10,5 °C, avec une amplitude thermique annuelle de 13,3 °C. Le cumul annuel moyen de précipitations est de 887 mm, avec 13,1 jours de précipitations en janvier et 8,7 jours en juillet. Pour la période 1991-2020, la température moyenne annuelle observée sur la station météorologique la plus proche, située sur la commune de Dieppe à 25 km à vol d'oiseau, est de 11,3 °C et le cumul annuel moyen de précipitations est de 805,2 mm,. Pour l'avenir, les paramètres climatiques de la commune estimés pour 2050 selon différents scénarios d’émission de gaz à effet de serre sont consultables sur un site dédié publié par Météo-France en novembre 2022.

## Urbanisme

### Typologie
Au 1er janvier 2024, Sept-Meules est catégorisée commune rurale à habitat dispersé, selon la nouvelle grille communale de densité à sept niveaux définie par l'Insee en 2022.
Elle est située hors unité urbaine. Par ailleurs la commune fait partie de l'aire d'attraction d'Eu, dont elle est une commune de la couronne,. Cette aire, qui regroupe 26 communes, est catégorisée dans les aires de moins de 50 000 habitants,.

### Occupation des sols
L'occupation des sols de la commune, telle qu'elle ressort de la base de données européenne d’occupation biophysique des sols Corine Land Cover (CLC), est marquée par l'importance des territoires agricoles (80,2 % en 2018), en diminution par rapport à 1990 (81,2 %). La répartition détaillée en 2018 est la suivante : 
terres arables (52 %), prairies (25,9 %), forêts (15,8 %), zones urbanisées (4 %), zones agricoles hétérogènes (2,3 %). L'évolution de l’occupation des sols de la commune et de ses infrastructures peut être observée sur les différentes représentations cartographiques du territoire : la carte de Cassini (XVIIIe siècle), la carte d'état-major (1820-1866) et les cartes ou photos aériennes de l'IGN pour la période actuelle (1950 à aujourd'hui).

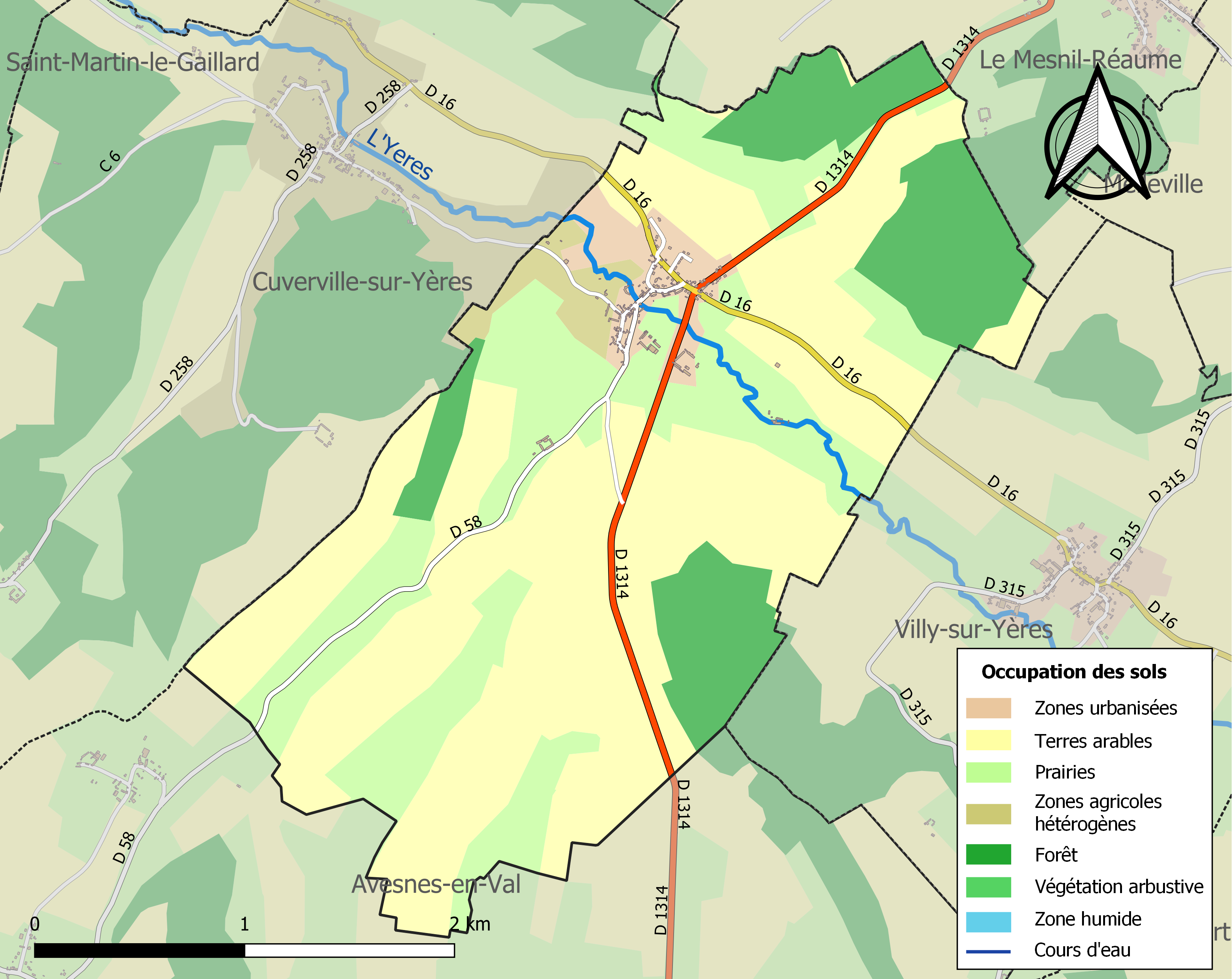
Carte des infrastructures et de l'occupation des sols de la commune en 2018 (CLC).

## Toponymie
Le nom de la localité est attesté sous les formes Septem molas en 875, Septem molarum, Septem molis en 1059, Sept Meulles entre 1433 et 1460, Sémeules en 1715, Septmeules en 1757, Sept Meules en 1953.
Littéralement : « sept pierres », évocation conjecturale d'un ancien ensemble mégalithique.

## Histoire
Avant la Révolution, la cure (paroisse) du village est à la nomination et présentation (droit de patronage) des abbés et religieux de l'abbaye Saint-Michel du Tréport qui percevait les dîmes.
Le circuit de Dieppe sur lequel se sont courus quatre Grands prix de l'Automobile Club de France (ACF) passait par Sept-Meules. Le pilote français Henri Cissac décède au cours du Grand prix  le 7 juillet 1908 avec une Panhard-Levassor.

## Politique et administration
| Période                                  | Période                    | Identité              | Étiquette | Qualité                                                                   |
| ---------------------------------------- | -------------------------- | --------------------- | --------- | ------------------------------------------------------------------------- |
| Les données manquantes sont à compléter. |                            |                       |           |                                                                           |
| 1835                                     |                            | Jacques Pollet        |           |                                                                           |
| Les données manquantes sont à compléter. |                            |                       |           |                                                                           |
| mars 2001                                | mars 2008                  | Paul Rimbert          |           |                                                                           |
| mars 2008                                | mai 2020                   | Bruno Houlé           |           | Agent de la DDE Vice-président de la CC d'Yères et Plateaux (2014 → 2016) |
| mai 2020,                                | En cours (au 10 août 2020) | Marie-Pierre Tailleux |           | Coordinatrice de Clic                                                     |

## Démographie
L'évolution du nombre d'habitants est connue à travers les recensements de la population effectués dans la commune depuis 1793. Pour les communes de moins de 10 000 habitants, une enquête de recensement portant sur toute la population est réalisée tous les cinq ans, les populations de référence des années intermédiaires étant quant à elles estimées par interpolation ou extrapolation. Pour la commune, le premier recensement exhaustif entrant dans le cadre du nouveau dispositif a été réalisé en 2005.

En 2022, la commune comptait 173 habitants, en évolution de −8,47 % par rapport à 2016 (Seine-Maritime : +0,35 %, France hors Mayotte : +2,11 %).
| 1793 | 1800 | 1806 | 1821 | 1831 | 1836 | 1841 | 1846 | 1851 |
| ---- | ---- | ---- | ---- | ---- | ---- | ---- | ---- | ---- |
| 204  | 215  | 219  | 250  | 230  | 272  | 270  | 281  | 270  |

| 1856 | 1861 | 1866 | 1872 | 1876 | 1881 | 1886 | 1891 | 1896 |
| ---- | ---- | ---- | ---- | ---- | ---- | ---- | ---- | ---- |
| 259  | 261  | 256  | 250  | 220  | 207  | 213  | 215  | 198  |

| 1901 | 1906 | 1911 | 1921 | 1926 | 1931 | 1936 | 1946 | 1954 |
| ---- | ---- | ---- | ---- | ---- | ---- | ---- | ---- | ---- |
| 197  | 200  | 211  | 183  | 200  | 210  | 246  | 209  | 209  |

| 1962 | 1968 | 1975 | 1982 | 1990 | 1999 | 2005 | 2006 | 2010 |
| ---- | ---- | ---- | ---- | ---- | ---- | ---- | ---- | ---- |
| 193  | 188  | 148  | 178  | 173  | 163  | 161  | 165  | 154  |

| 2015 | 2020 | 2022 | - | - | - | - | - | - |
| ---- | ---- | ---- | - | - | - | - | - | - |
| 182  | 171  | 173  | - | - | - | - | - | - |

### Enseignement
Un regroupement couvre les communes de Monchy-sur-Eu, Baromesnil, Villy-sur-Yères, Sept-Meules, Cuverville-sur-Yères et Le Mesnil-Réaume. Il concerne 160 élèves pour l'année scolaire 2023-2024.

## Culture locale et patrimoine

### Lieux et monuments

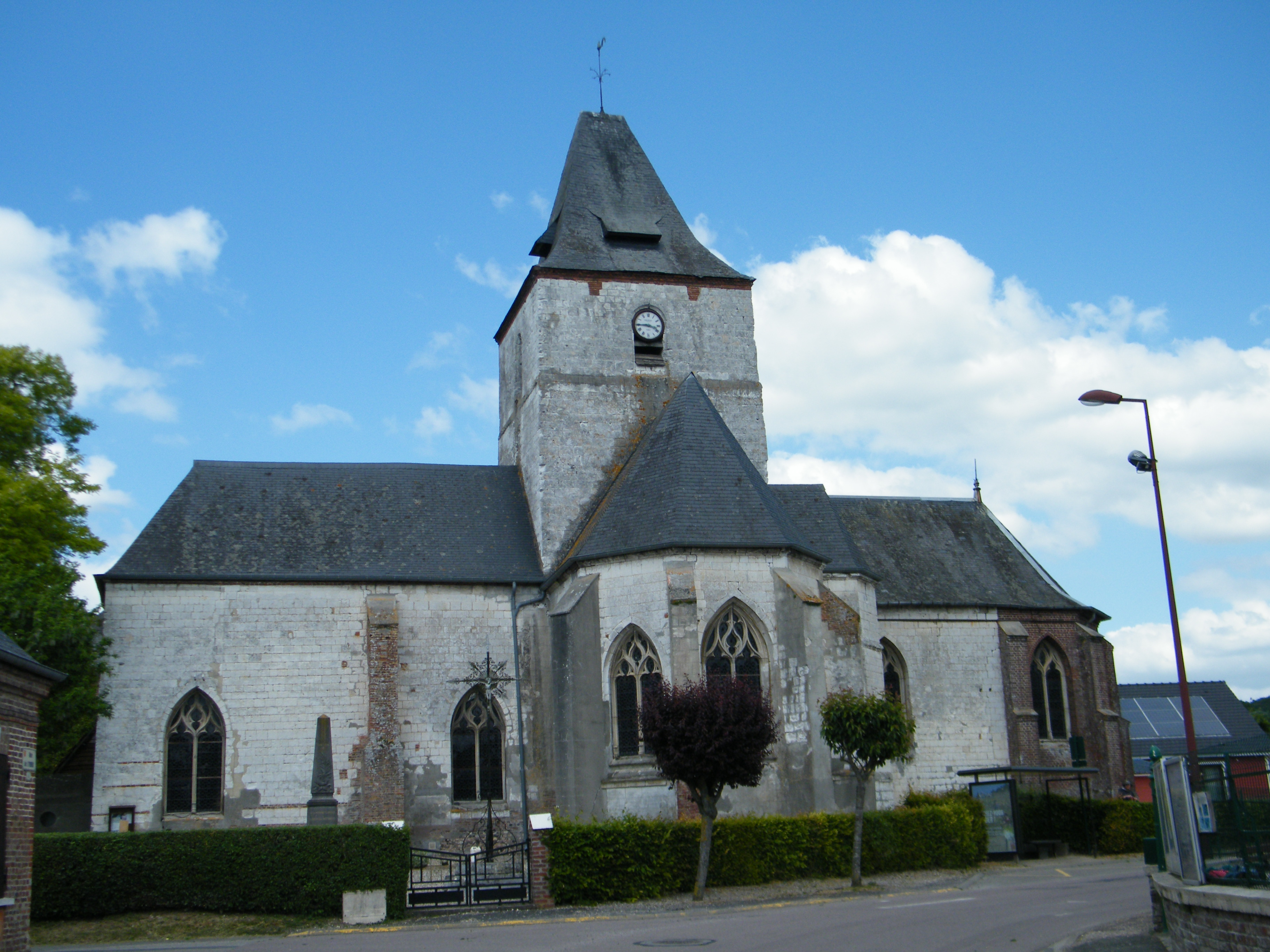
Notre-Dame.
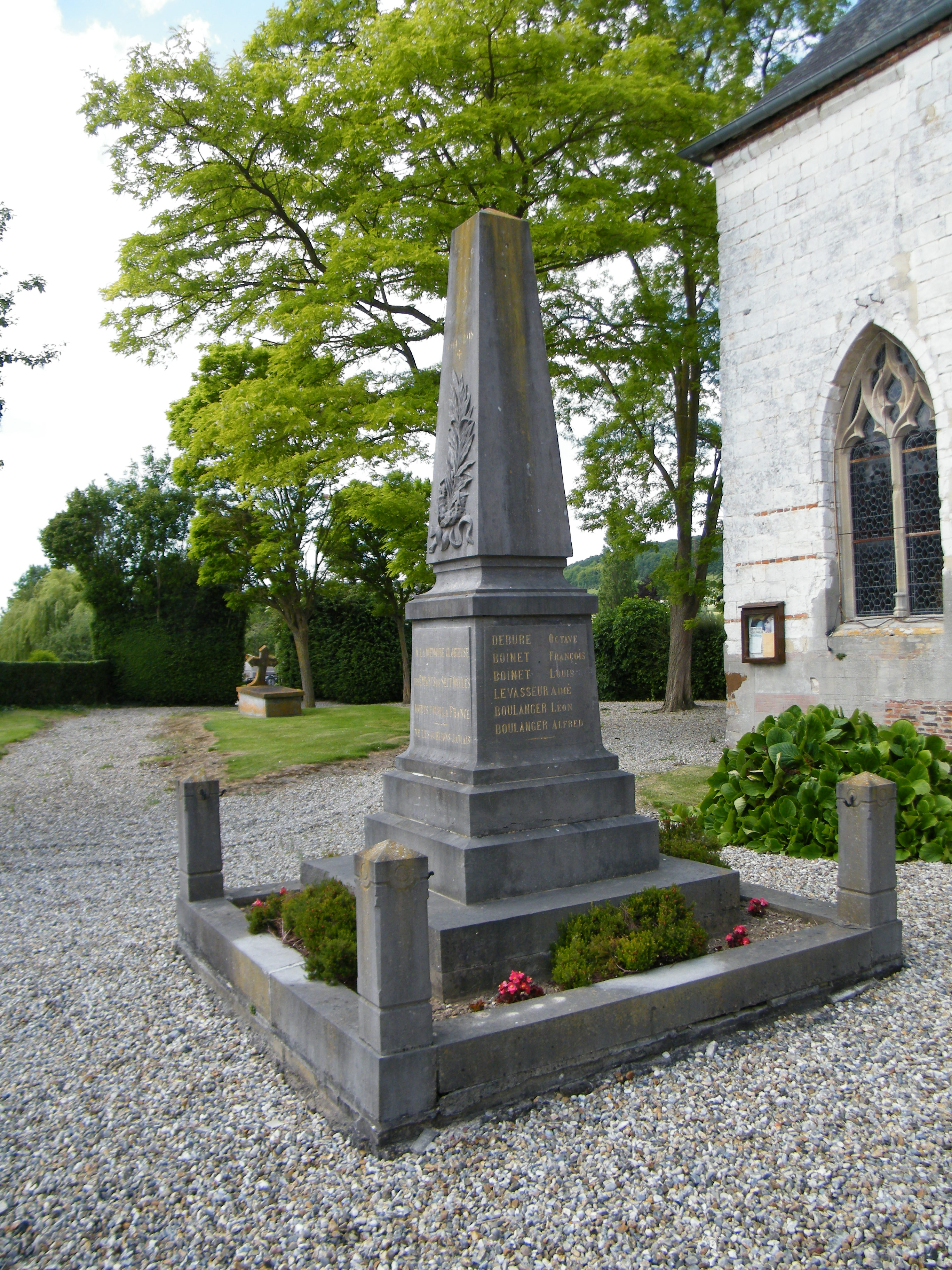
Monument aux morts.
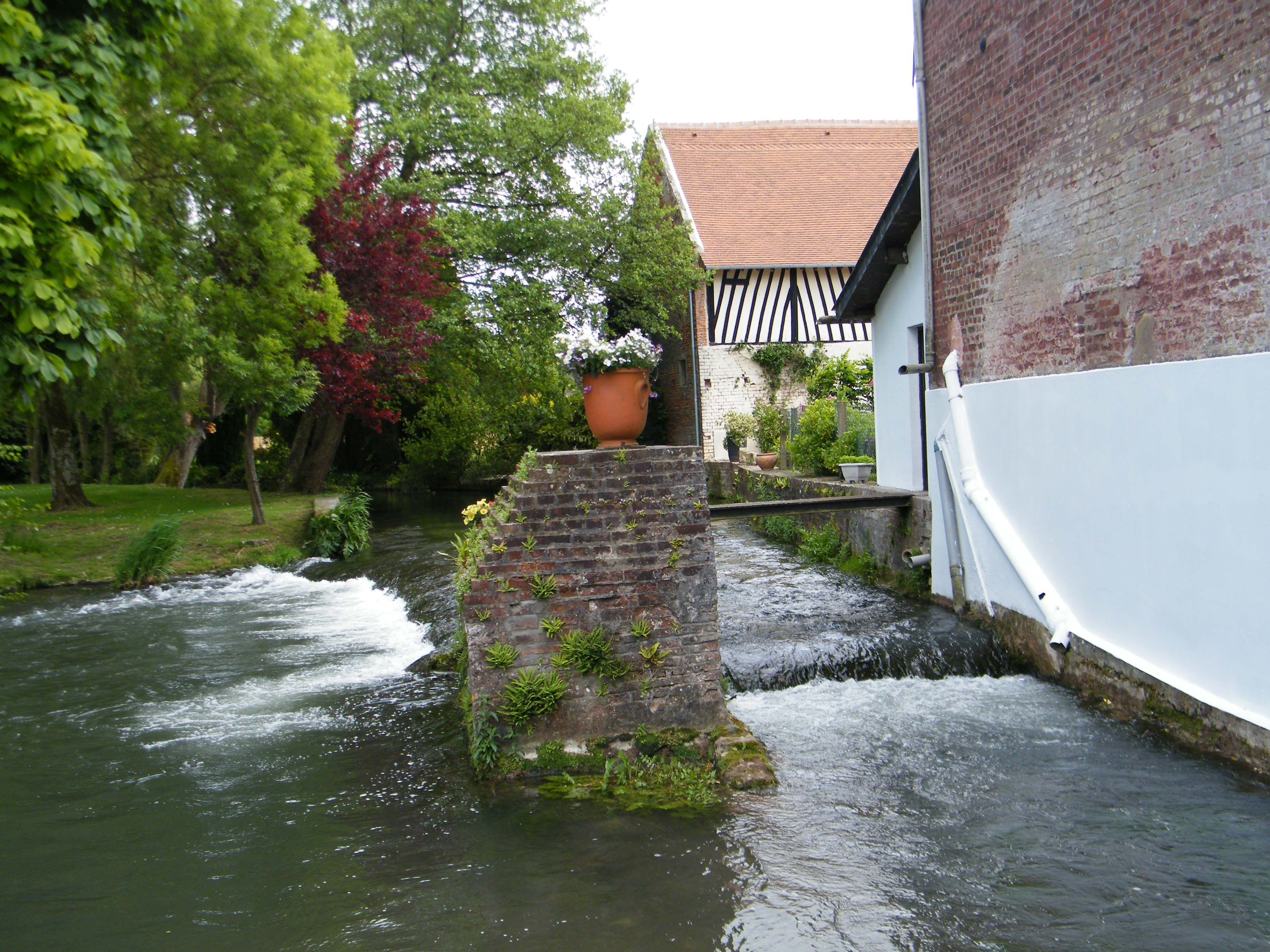
Retenue sur l'Yères.
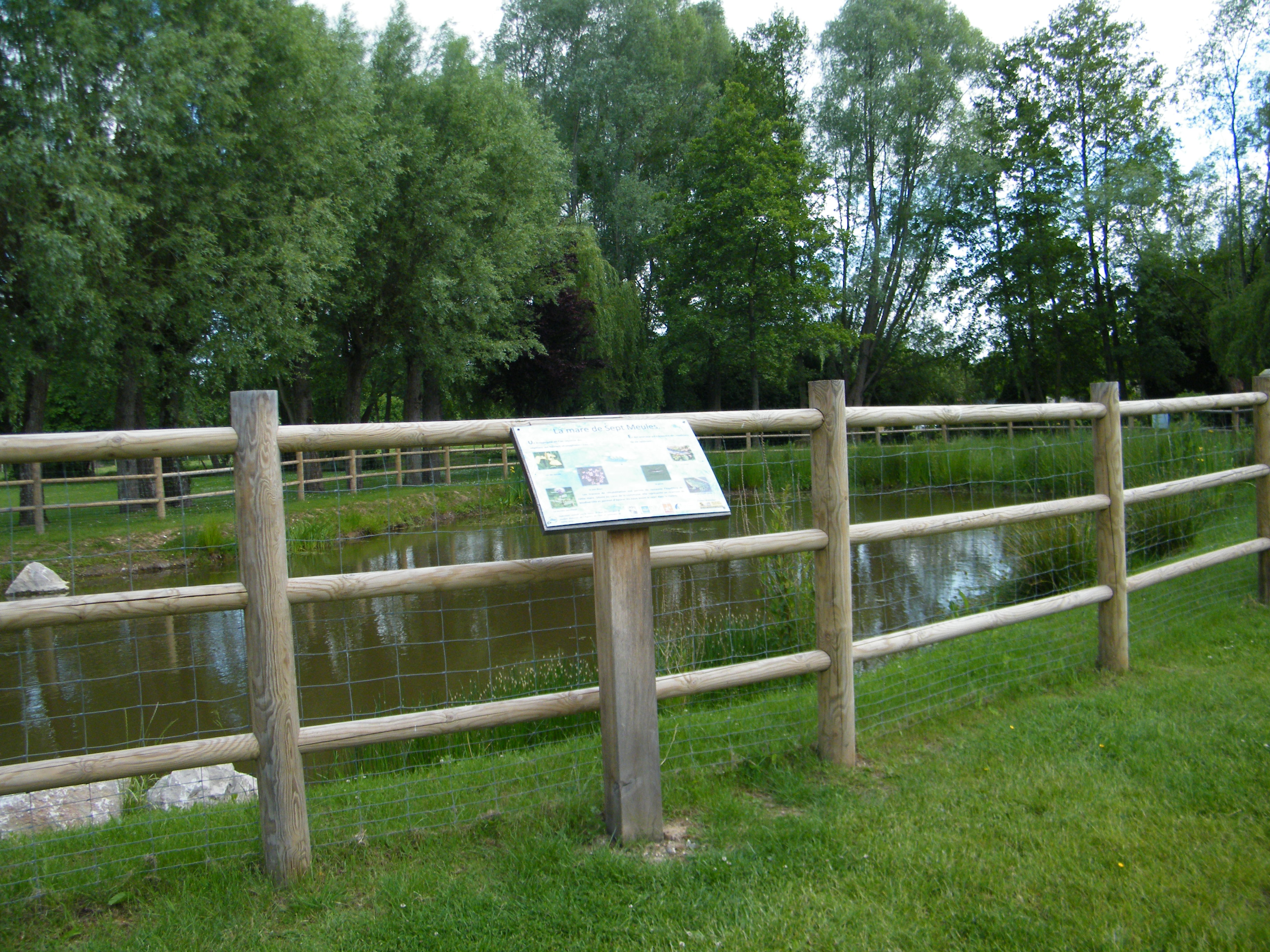
Mare pour la gestion du ruissellement.

- Église Notre-Dame.

## Pour approfondir